# 175567 Csadaimre
175567 Csadaimre este o planetă minoră (asteroid) din centura de asteroizi. A fost descoperită pe 14 octombrie 2006 la Piszkéstetői Obszervatórium⁠(d) de Krisztián Sárneczky⁠(d). 
Obiectul prezintă o orbită caracterizată de o semiaxă mare de 2,302964546175 UAi, o excentricitate de 0,06560508277048, o înclinație de 4,1642024948844 ° în raport cu ecliptica.